# هنگامه (فیلم)
هنگامه فیلمی به کارگردانی ساموئل خاچیکیان و نویسندگی پرویز دوایی محصول سال ۱۳۴۷ است.

## بازیگران
- بهروز وثوقی
- آذر شیوا
- نیلوفر
- واهان آقامالیان
- نظام الدین کیایی
- عباس ناظری نیک